# Pakora

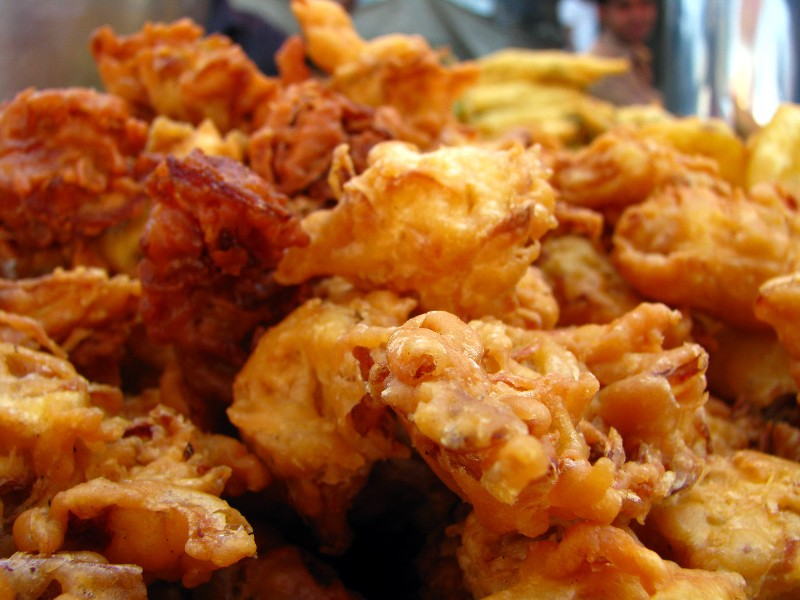
Pakora

Pakora – popularna przekąska kuchni indyjskiej, zwłaszcza na południu Indii. Kawałki warzyw zanurza się w cieście z besanu i smaży w głębokim oleju. Tradycyjnie pakory są spożywane z herbatą jako przekąska, ale niektóre restauracje podają je również jako przystawkę przed głównym daniem.